# 조용욱
조용욱(趙容郁, 1902년 ~ 1991년)은 대한민국의 한문학자, 교육자이다. 본관은 임천, 호는 상은(象隱).

## 생애
전북 익산 출신으로, 어린 시절부터 한학을 배웠다. 1924년 중동학교, 1929년 경성제국대학 철학과를 졸업하였다. 이후 여러 중학교에서 교편을 잡다가 1950년 동덕여자대학 교수 및 부학장으로 이화여자대학교 교수를 겸임하였다. 당시 문교부 대학교수자격심사위원을 역임하였다. 1961년부터 1980년까지 동덕여자대학 학장으로 재직하였고, 재단법인 동덕여학단 이사, 서울특별시교육위원회 자문위원, 서울대학교 교육대학원 강사를 겸임하였다. 또한 문교부 한자약자제정위원회 위원장, 서울사립단과대학장회 회장, 서울시문화상 심사위원, 성균관 고문, 율곡문화원장을 지냈다. 저서로  『대학한문(大學漢文)』이 있다.

## 상훈
- 1970년 국민훈장 동백장
- 1982년 서울시문화상
- 1986년 인촌문화상